# Webersiedlung Engelbleck

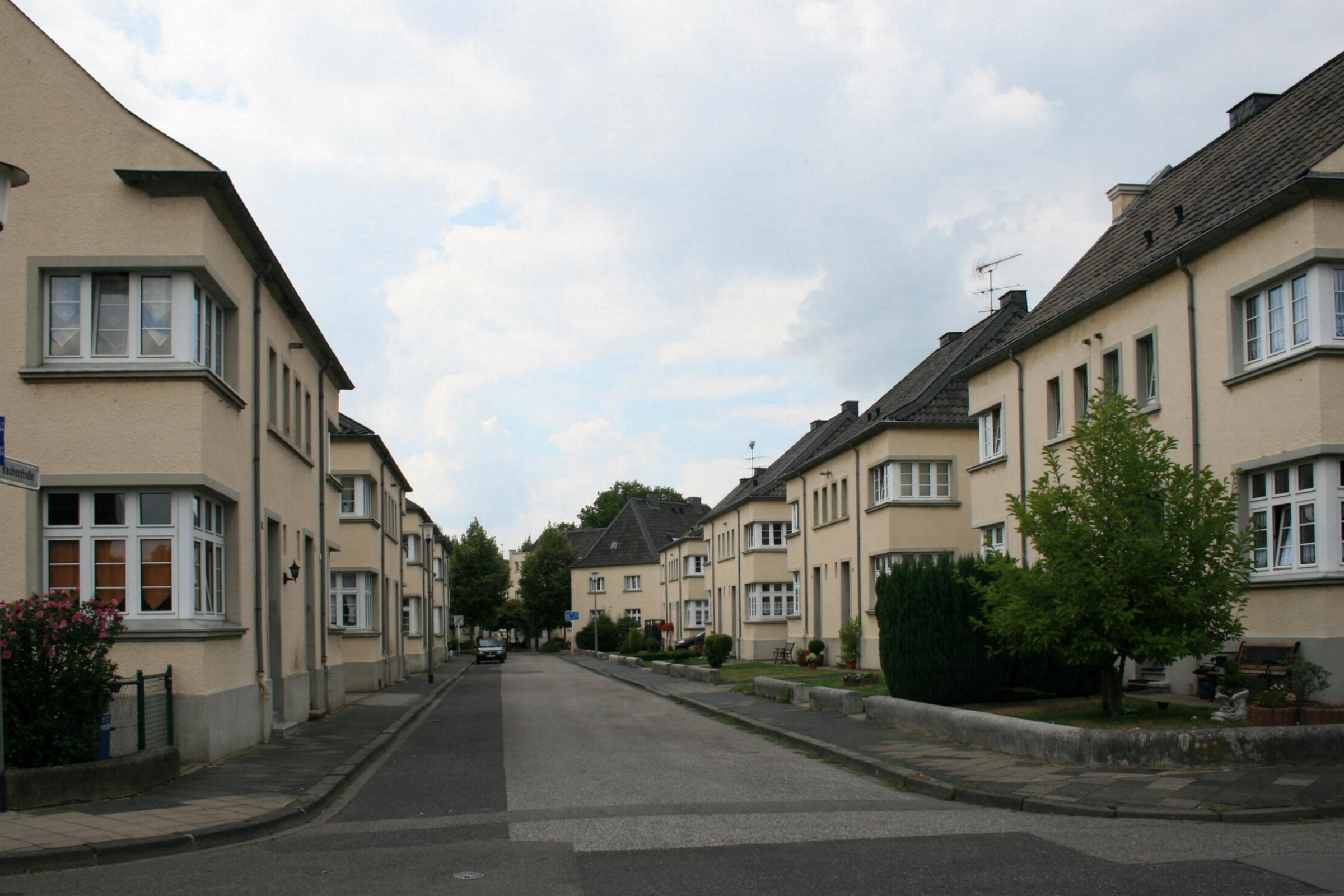
Webersiedlung (2010)

Die Webersiedlung Engelbleck steht im Stadtteil Neuwerk-Engelbleck in Mönchengladbach (Nordrhein-Westfalen). Es handelt sich um den Bereich Weberstraße, Rauherstraße, Spinnerstraße, Am Tannenbaum und Eupener Straße.
Die Siedlung wurde 1927–1929 erbaut. Sie ist unter Nr. S 005 am 14. Oktober 1986 in die Denkmalliste der Stadt Mönchengladbach eingetragen worden.
Darüber hinaus ist die Siedlung für den opulenten Weihnachtsschmuck über die Stadtgrenze hinaus bekannt.

## Architektur
Die Webersiedlung Engelbleck wurde in den Jahren 1927/29 in drei Bauabschnitten durch die Stadt Mönchengladbach erbaut und erweitert. So entstanden im Stadtteil Neuwerk 110 Wohneinheiten in Form von freistehenden zweigeschossigen Doppelhäusern. Zur denkmalgeschützten Siedlung gehören die Weberstraße, die Spinnerstraße, die Rauherstraße, die Eupener Straße und die Straße Am Tannenbaum.
Die „Webersiedlung“ Engelbleck ist ein aussagekräftiges Beispiel für den als wesentlich soziale Aufgabe betrachteten öffentlichen Wohnungsbau zur Zeit der Weimarer Republik. Als einzige im Stadtgebiet von Mönchengladbach nahezu unverändert und geschlossen überkommene Arbeitersiedlungsanlage besitzt die Siedlung Engelbleck besonderen dokumentarischen Stellenwert. Für die Erhaltung sprechen deshalb sowohl sozialgeschichtliche wie architekturhistorische und städtebauliche Gründe.